# 翠豐臺
翠豐臺（英語：Summit Terrace），位於香港新界荃灣荃景圍，於2003年建築完成及入伙，共有4座住宅樓宇，提供1,264個住宅單位。

## 屋苑資料
- 啟用日期：2003年8月28日
- 住宅座數：4座
  - 1、2、3及5座
- 樓宇層數：40-41層（20樓為防火層，不包括基座會所及停車場）
- 單位總數：1,264 個
- 建築設計：周古梁建築師事務所[1]
- 住客會所：提供包括25 米游泳池連日光曬台、水力按摩池、兒童嬉水池、健身室、網球場、室內羽毛球 / 籃球場、美式桌球室、壁球場、桑拿蒸氣浴室、室內兒童遊樂室及戶外兒童遊樂場、鋼琴練習室、閱讀室、麻雀室等設施。另有平台花園供住戶休憩散步。
- 景觀：樓盤第2至5座大廈由東至西呈一字形排列，第1座則座落屋苑範圍的東北方。其中第5座位處單邊，坐向西北及西南單位普遍視野開揚，享翠綠山景。而項目周邊建有多個樓盤，包括北面有千里台、家興大廈；東面有荃德花園等，因此座向東北、西北單位以近望樓景為主,至於向南單位，由於屋苑與前方工業區相隔了多條馬路，加上工廈高度較低，向東南中高層單位景觀較其他座向相對開揚；而向西南部份單位更可享有藍巴勒海峽景觀。
- 交通：距離港鐵荃灣站及荃灣西約十多分鐘步程，住戶亦可乘搭95A小巴或巴士到港鐵站。同時鄰近青山公路沿線設有巴士及專線小巴站，來往港九新界多處地方。
- 生活配套：區內多個屋苑均自設購物商場，包括距離較近的麗城薈、荃灣中心商場、荃威花園商場及D．PARK愉景新城，以及比較遠的如心廣場商場、荃灣廣場等，均可提供住戶豐富購物和飲食選擇。
- 社區康體設施：屋苑附近有柴灣角遊樂場、荃景圍遊樂場和足球場、荃景圍胡忠游泳池、荃景圍體育館等可以選擇；區內另有荃灣公園、如心化石公園、荃灣大會堂、沙咀道遊樂場及楊屋道體育館等供公眾使用。[2]

## 歷史
1975年，荃灣南豐紗廠啟用，在青山公路有兩幢大廈，稱為南豐紗廠一廠至三廠。該廠已於1990年代尾遷往中國大陸，並於1998年尾起空置；在拆卸前，曾成為香港電影《十萬火急》中火災鏡頭的取景場地。1999年2月，南豐發展正式將本廠拆卸重建，並由其士集團負責承建，成為今天的翠豐臺。